# Graubauchsylphe
Die Graubauchsylphe (Taphrolesbia griseiventris) ist ein Vogel aus der Familie der Kolibris (Trochilidae) und die einzige Art der somit monotypischen Gattung Taphrolesbia. Die Art ist endemisch in dem südamerikanischen Land Peru und kommt dort nur in den Zentralanden Nordperus vor. Der Bestand wird von der IUCN als „stark gefährdet“ (endangered) eingeschätzt.

## Merkmale

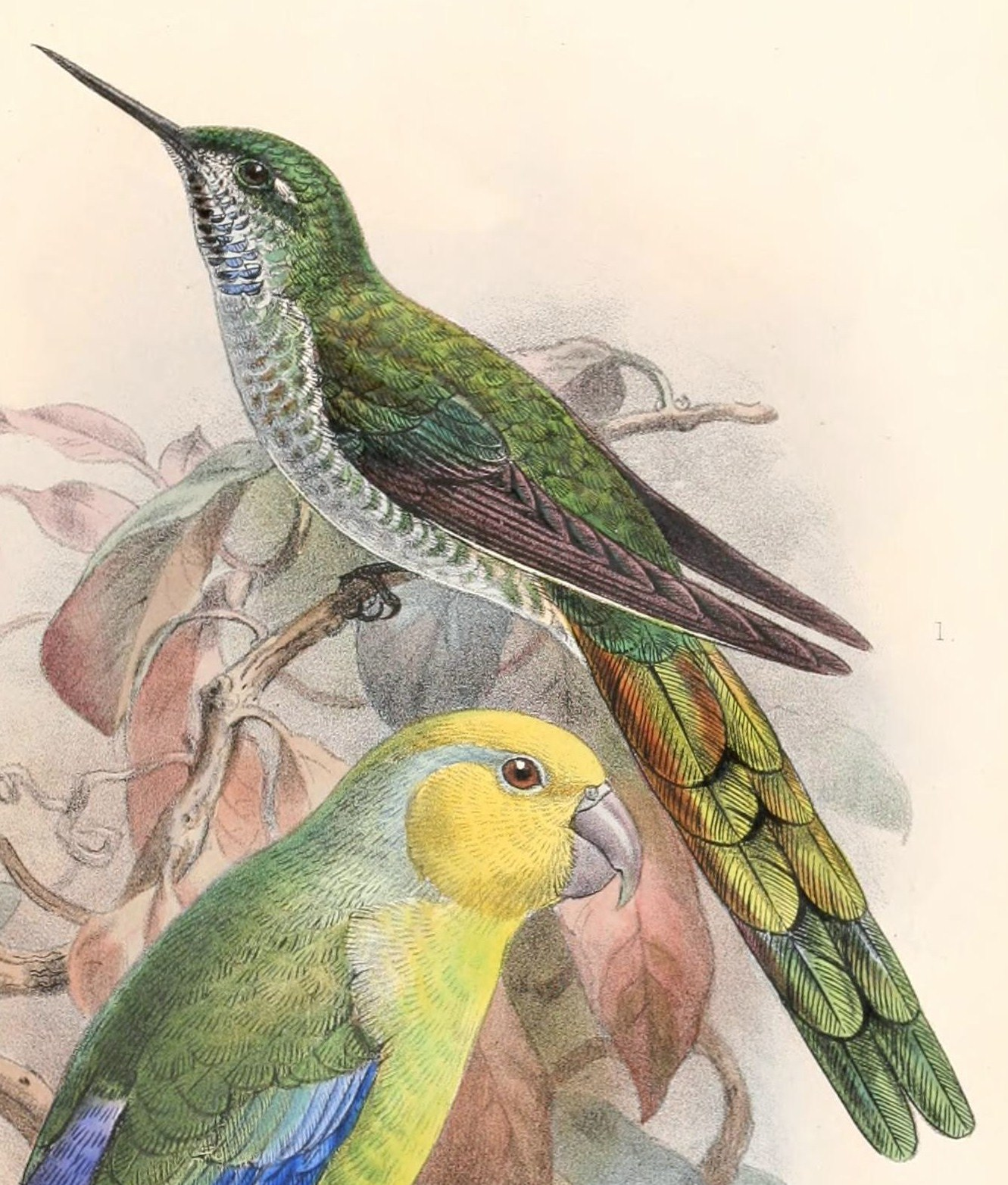
Hinten oben: Graubauchsylphe. Vorne unten: Gelbmasken-Sperlingspapagei (Forpus xanthops, Syn.: Psittacula xanthops)

Die männliche Graubauchsylphe erreicht eine Körperlänge von etwa 14 bis 17 Zentimetern, während das Weibchen nur ca. 14 Zentimeter groß wird. Der gerade schwarze Schnabel wird ca. 14 Millimeter lang. Damit ist die Graubauchsylphe ein relativ großer Kolibri. Die Oberseite ist grün bis blaugrün. Postokular (hinter den Augen) befindet sich ein weißer Fleck. Der lange grüne, breit gefächerte Schwanz ist mit orangen Sprenkeln durchzogen. Die Unterseite ist beim Männchen hauptsächlich hellgrau und beim Weibchen leicht gelbbraun. Den Hals des Männchens ziert ein stahlblauer Fleck. Dieser Fleck ist beim Weibchen nicht vorhanden. Auch der Schwanz fällt beim Weibchen etwas kürzer als beim Männchen aus.

## Habitat

Verbreitungsgebiet der Graubauchsylphe

Das Verbreitungsgebiet der Graubauchsylphe befindet sich in den nordwestlichen Anden Perus. Hier kommt sie in der südlichen Cajamarca bis in den Westen Huánucos vor. Der Vogel bevorzugt Gebiete mit semiaridem Klima. So präferiert er felsiges Gebiet in tiefen Schluchten und bewegt sich in Höhen zwischen 2750 und 3200 Metern.  Man findet ihn an steilen Hängen in der Nähe von Kakteen, Agaven, Bromeliengewächsen, Gebüsch oder anderen xerophytischen Pflanzen. Selten kommt er auch in kultiviertem Land vor. Hier wurde er dann u. a. an Eukalypten beobachtet.

## Unterarten
Es sind keine Unterarten von Taphrolesbia griseiventris bekannt. Die Art, die erstmals in Paucal in der Region Cajamarca entdeckt wurde, gilt als monotypisch. Eine Einordnung in die biologische Systematik erweist sich als schwierig. Am ehesten ist die Graubauchsylphe mit den Gattungen Polyonymus und Sappho verwandt.

## Etymologie und Forschungsgeschichte
Die Erstbeschreibung der Graubauchsylphe erfolgte 1883 durch Władysław Taczanowski unter dem wissenschaftlichen Namen Cynanthus griseiventris. Das Typusexemplar hatte er aus der Sammlung von Professor Antonio Raimondi aus Lima bekommen. Erst später wurde sie von Eugène Simon der Gattung Taphrolesbia zugeschlagen. Der Gattungsname Taphrolesbia setzt sich aus den griechischen Wörtern τέφρα téphra für „Asche“ und Λέσβια Lésbia für „Frau aus Lesbos“ zusammen. Das Artepitheton griseiventris leitet sich von den lateinischen Wörtern griseus für „grau“ und venter, ventris für „Bauch“ ab.